# Orpheoreon

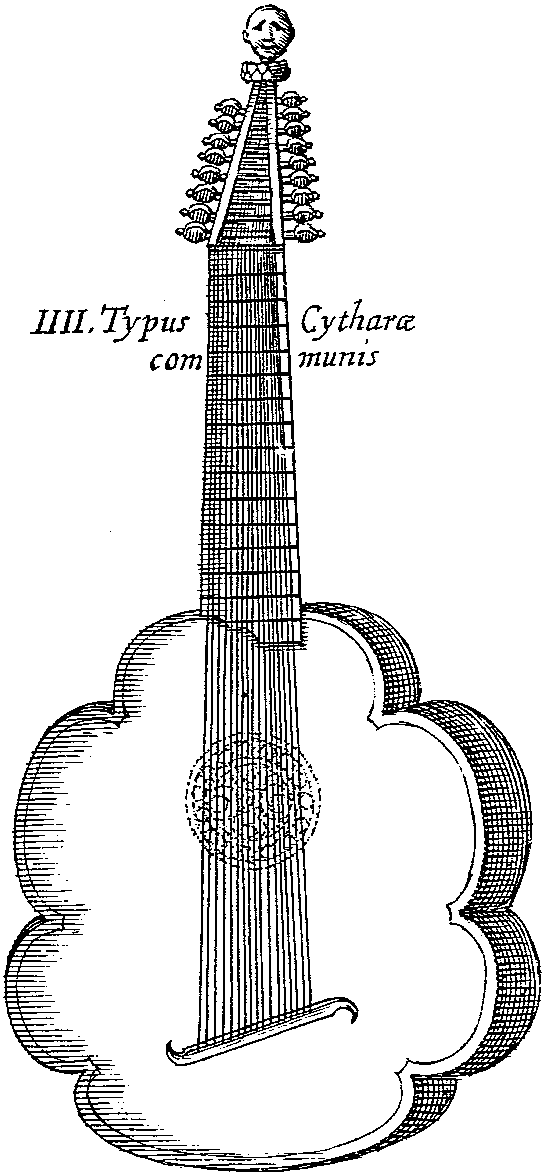
Orpheoreon. Teil der Illustration Instrumenta polychorda aus: Athanasius Kircher, Musurgia Universalis. Um sie von den anderen dort abgebildeten Instrumenten zu unterscheiden, wird sie hier als Cythara communis bezeichnet.

Das Orpheoreon oder Orpharion, auch Orpheorion, ist ein Zupfinstrument aus der Renaissance, das zur Familie der Cistern gehört. 

## Bauform und Geschichte
Das Orpheoreon ist eine Kastenhalslaute, die in ihrer Bauform der größeren Pandora (genannt auch Bandora) ähnelt. Die Metallsaiten sind wie bei der Laute gestimmt und werden ebenfalls mit den Fingern angeschlagen.
Der Sattel und der Steg verlaufen schräg zum Hals, wodurch die Mensur (die schwingende Saitenlänge) vom Diskant zum Bass zunimmt.
Das Orpheoreon wurde vermutlich gegen Ende des 16. Jahrhunderts von dem englischen Geigenbauer John Rose erfunden. Der Name ist erstmals in einem Gedicht von Michael Drayton aus dem Jahr 1590 überliefert. Das Instrument wird in Quellen englischer Musik um 1600 häufig als Alternative zur Laute oder Pandora angegeben. Auch John Dowland veröffentlichte ab 1597 Lieder, die unter anderem vom „Orpherian“ zu begleiten sind.
Der Name leitet sich aus dem Griechischen ab: Orpheo steht für den mythologischen Sänger Orpheus (griechisch Όρφευς), -reon kommt von rhein (ῥεῖν), das „fließen“  bedeutet.